# Бивэн, Дейзи
Дейзи Кармен Бивэн (англ. Daisy Carmen Bevan; род. 23 марта 1992) — британская актриса. Дочь Джоэли Ричардсон и Тима Бивэна.

## Образование
Посещала Bedales School в Хэмпшире, а после обучалась в Институте театра и кино Ли Страсберга в Манхэттене. Родители запрещали ей актёрскую деятельность вплоть до окончания учёбы.

## Актёрская карьера
Свою первую роль в кино она сыграла в 1998 году в возрасте пяти лет в фильме «Елизавета» (производства компании её отца Working Title Films). В 2001 году сыграла молодую версию своей матери в фильме «История с ожерельем». В 2014 году играла вспомогательную роль в фильме «Двуликий Янус», адаптации одноимённого романа Патриции Хайсмит, а также исполнила главную роль в спектакле по мотивам произведения Оскара Уайлда «Портрет Дориана Грея», проходившем в Riverside Studios, в Лондоне.
В июле 2015 года сыграла роль Тэмсин Кармайкл в двухсерийном фильме /адаптации новеллы Сэди Джонс «Отверженные».

## Болезнь
В возрасте одного года Бивэн был поставлен диагноз редкой болезни крови, которая повлияла на её ноги. В 15 лет она была вынуждена пройти ряд операций, в результате чего её мать была вынуждена на год прервать участие в съёмках телесериала «Части тела».

## Семья
Является членом актёрской семьи Редгрейвов и представляет пятое поколение своей семьи, чтобы войти в профессию. Как дочь Джоэли Ричардсон, она также является племянницей Наташи Ричардсон и Лиама Нисона, и внучкой Ванессы Редгрейв. Её родители развелись, когда ей было пять лет. Имеет брата и сестру Нелл (родилась в 2001 году) и Яго (родился в 2003 году) от второго брака отца. В настоящее время вместе с матерью проживает в Лондоне.